# 1760-1769
De jaren 1760-1769 (van de christelijke jaartelling) zijn een decennium in de 18e eeuw.

## Belangrijke gebeurtenissen

### Zevenjarige Oorlog
- 1760 : Slag bij Landshut en de Slag bij Torgau. De strijd gaat heen en weer.
- 1761 : Familieverbond. Het Huis Bourbon uit Frankrijk, Spanje en Zuid-Italië sluiten een familiepact.
- 1762 : Tsarina Elisabeth van Rusland sterft, haar opvolger Peter III sluit vrede met Frederik II van Pruisen. De vrouw van Peter, Catharina II laat haar man uit de weg ruimen.
- 1763 : Vrede van Hubertusburg maakt een einde aan de Zevenjarige Oorlog op het continent. Silezië is definitief verloren voor Oostenrijk.

### Noord-Amerika
- 1763 : Vrede van Parijs maakt een einde aan de Franse en Indiaanse Oorlog. Frankrijk verliest Canada en Louisiana (Nieuw-Frankrijk) aan Groot-Brittannië. Spanje verliest Florida aan de Britten.
- 1763 : Pontiacs Oorlog. Na de Franse nederlaag in 1763 zijn de verhoudingen tussen de met de Fransen meevechtende indianenstammen en de Britten gespannen. Nog datzelfde jaar komt het tot gevechten met de Britse troepen rond de Grote Meren. In mei leidt Chief Pontiac van de Ottawa-indianen  een aanval op Fort Detroit nabij het huidige Lincoln Park in de staat Michigan. Als gevolg van Britse versterkingen en deserterende indiaanse strijders moet Pontiac het beleg na vijf maanden opgeven en hij trekt zich terug. In 1765 geeft Pontiac zijn strijd tegen de Britten op en een jaar later tekent hij in Oswego (New York) een vredesverdrag.
- 1764 : Sugar Act. Een Britse belasting op de suikerplantages in Amerika.
- 1765 : In de Dertien koloniën rijst verzet tegen de Stamp Act, die een zegelbelasting oplegt voor bedrukt papier. Ook de belasting op thee en het verbod om zelf thee te importeren maakt de kolonisten opstandig tegen het Britse bestuur.Ze voelen zich sterk en hebben aan de Franse en Indiaanse Oorlog veel wapens en krijgservaring overgehouden.
- 1766 : Declaratory Act stelt dat het Britse parlement de wetten bepaalt.
- 1767-1768 : Townshend Acts. De maatregelen van Charles Townshend wekken nog meer ongenoegen op.
- Tussen 1763 en 1767 wordt door twee landmeters de Mason-Dixonlijn getrokken tussen de kolonies Maryland en Pennsylvania.

### Europa
- 1763 : Koning August III van Polen sterft, Catharina II van Rusland zet haar geliefde Stanislaus August Poniatowski op de troon. Een deel van de Poolse adel komt in 1768 in opstand en zoekt hulp bij de Ottomanen. Russisch-Turkse Oorlog. Rusland treedt in actie.
- Bouw tussen 1762 en 1768 van het Petit Trianon in de tuinen van het kasteel van Versailles, in eerste instantie voor Madame de Pompadour. Later zal het door Marie Antoinette worden gebruikt.

### Heilig Roomse Rijk
- 1760 : Jozef II Habsburg huwt met Isabella van Parma-Bourbon.
- 1764 : Leopold II Habsburg trouwt met Marie Louise van Bourbon
- 1765 : Keizer Frans I Stefan sterft, hij wordt officieel opgevolgd door zijn zoon Jozef II. In werkelijkheid heeft Maria Theresia van Oostenrijk de touwtjes nog stevig in handen.
- 1766 : Stanislaus Leszczyński, Hertog van Lotharingen sterft. Opper-Lotharingen wordt een deel van het Koninkrijk Frankrijk.
- 1768 : Maria Carolina van Oostenrijk huwt met Ferdinand I Sicilië-Bourbon.
- 1769 : Maria Amalia van Oostenrijk trouwt met Ferdinand van Parma-Bourbon.

### Lage Landen
- 1766 : Akte van Consulentschap. Stadhouder Willem V wordt meerderjarig, zijn gewezen voogd de hertog van Brunswijk blijft achter de schermen regeren.
- 1767 : Willem V huwt met Wilhelmina van Pruisen.
- 1769 : Joseph de Ferraris krijgt van landvoogd Karel van Lotharingen de opdracht de Oostenrijkse Nederlanden in kaart te brengen.

### Wereldhandel en kolonies
- 1760 : Vredesverdrag tussen de Sociëteit van Suriname en de Marrons van Suriname. Het verdrag houdt in dat de Ndyuka, ook wel Aukaners genoemd, een in het oerwoud gevormde stam van Surinaamse Marrons, vrijheid en territoriale autonomie verwerven. Hierdoor wordt het mogelijk om vaste nederzettingen te stichten. In 1762 sluiten ook de Saraamakaners een vredesverdrag met het koloniaal bestuur.
- In 1769 splitsen de Matawai zich van de Saamaka af en vragen het koloniaal bestuur om wapens tegen de Kwinti, een ander Marronvolk. De Kwinti worden vervolgens meerdere malen aangevallen door de Matawai
- De overwinning op Frankrijk in de Zevenjarige Oorlog in 1764 bezorgt de Britten de hegemonie in het zuiden van India. Als gevolg van de Slag bij Buxar in 1767 wordt het Britse gezag ook over een groot deel van het noorden van India gevestigd. De enige nog overgebleven tegenstanders van formaat in India zijn de Maratha's.
- 1766 : Samuel Wallis begint aan zijn wereldreis.
- 1769-1770 : De Franse missionaris en botanicus Pierre Poivre weet bij de Molukkers illegale zaailingen van nootmuskaatbomen los te krijgen, en plant ze op Mauritius.

### Godsdienst
- De Jezuïeten worden verbannen uit Frankrijk (1763), Spanje en zijn kolonies (1767) en Napels, Sicilië en Parma (1769).

### Wetenschap en techniek
- Naast de productie van stoommachines,

welke vanaf 1765, dankzij de door James Watt ingevoerde verbeteringen, enigermate op gang komt, ontstaat in toenemende mate ook de vraag naar textielmachines. 
- In 1764 wordt de Spinning Jenny uitgevonden, een toestel met acht spoelen om garen te spinnen maar nog werkend met handkracht en vrijwel geheel in hout vervaardigd. Kort daarna (1769) ontstaat het door middel van waterkracht aangedreven waterframe, een spinmachine die goedkope massaproductie van katoen mogelijk maakt.
- De Engelse sterrenkundige Nevil Maskelyne bedenkt een methode om de geografische lengte te bepalen door middel van de Maan, de maansafstandsmethode. Hij haalt de regering over om jaarlijks een Nautische almanak uit te geven met afstandstabellen ten behoeve van de scheepvaart.
- Na de publicatie in 1762 van Du Contrat Social ou Principes du droit Politique en Émile door Jean-Jacques Rousseau worden beide boeken verboden in Frankrijk en moet Rousseau naar Zwitserland vluchten. maar als daar door toedoen van Voltaire bekend wordt, dat hij in Parijs zijn kinderen te vondeling heeft gelegd, wordt hij van alle kanten aangevallen en aangeklaagd door de predikanten van Neuchâtel.

### Kunst en cultuur

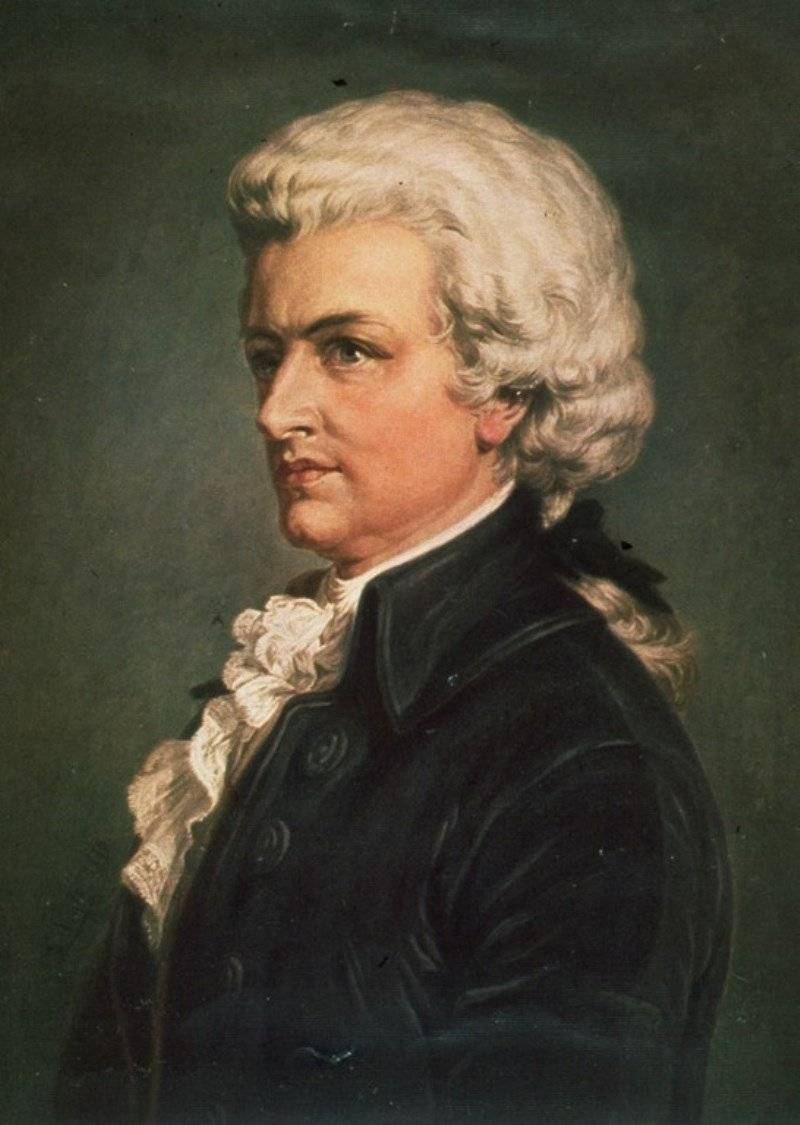
Wolfgang Amadeus Mozart

- The Life and Opinions of Tristram Shandy, Gentleman van de Iers-Engelse dominee Laurence Sterne verschijnt in 9 delen tussen 1759 en 1767. Het boek wordt een onmiddellijk succes en vestigt Sternes naam in literaire en societykringen. In 1768 verschijnt het eveneens succesvolle reis- en avonturenverhaal 'A Sentimental Journey through France and Italy'.
- Leopold Mozart reist met zijn beide wonderkinderen door Europa. Ze brengen ook enige bezoeken aan de Nederlanden. De kinderen spelen in Amsterdam en aan het prinselijk hof te Den Haag.
- Johann Christian Bach vestigt zich in 1762 in Londen, op dit moment het centrum van de Europese opera. Samen met componist en gambaspeler Karl Friedrich Abel organiseert hij als een van de eersten publieke concerten, de zogenaamde Bach-Abel concerts. Daarnaast geeft hij volksconcerten in Vauxhall, aan de oever van de Theems.

## Belangrijke personen

### Overleden
- 1760 : Koning George II van Groot-Brittannië sterft. Hij wordt opgevolgd door zijn kleinzoon George III.

<< · 1760 · 1761 · 1762 · 1763 · 1764 · 1765 · 1766 · 1767 · 1768 · 1769 · >>
<< · 1700-1709 · 1710-1719 · 1720-1729 · 1730-1739 · 1740-1749 · 1750-1759 · 1760-1769 · 1770-1779 · 1780-1789 · 1790-1799 · >>